# آیس پرینس
پانشاک هنری زمانی (انگلیسی: Panshak Henry Zamani؛ زادهٔ ۳۰ اکتبر ۱۹۸۶) که بیشتر با نام آیس پرینس زمانی (انگلیسی: Ice Prince Zamani) یا تنها آیس پرینس (انگلیسی: Ice Prince) شناخته می‌شود، هنرمند موسیقی هیپ هاپ و و بازیگر اهل نیجریه است. او پس از انتشار قطعهٔ «اولکو»، یکی از پر ریمیکس‌ترین ترانه‌های نیجریه در تمام دوران، به شهرت رسید. او در سال ۲۰۰۹ برندهٔ تور باشگاه هنری هنسی شد. نخستین آلبوم استودیویی او با نام همه آیس پرینس را دوست دارند در سال ۲۰۱۱ منتشر شد. سه تک‌آهنگ «اولکو»، «سوپراستار» و «جوجو» تک‌آهنگ‌های پشتیبان این آلبوم بودند. در سال ۲۰۱۳، آیس پرینس آلبوم آتش زمانی را به‌عنوان دومین آلبوم استودیویی خود منتشر کرد. این آلبوم شامل تک‌آهنگ‌های «آبوکی»، «بیشتر»، «بدش من» و «قسم می‌خورم» بود. در ۱ ژوئیهٔ ۲۰۱۵، آیس پرینس به‌عنوان معاون رئیس شرکت نشر موسیقی چاکلت سیتی معرفی شد. او تا سال ۲۰۱۶ این سمت را حفظ کرد تا اینکه در آن سال این شرکت را ترک کرد. زمانی با رپرهای برتر آفریقایی مانند ناویو از اوگاندا، خلیگراف جونز از کنیا، ای‌کی‌ای از آفریقای جنوبی، سارکودی از غنا و برخی دیگر از هنرمندان رپ آفریقایی همکاری داشته‌است.